# Peter Wynn
Peter Wynn (1932) é um matemático belga.
Sua área principal de trabalho é a teoria da aproximação, em especial a teoria de aproximação de Padé, e suas aplicações em análise numérica para incrementar a taxa de convergência de sequências de números reais.

## Publicações
1. Wynn, P. (1956). «A note on Salzer's method for summing certain convergent series». J. Math. and Phys. 35: 318–320. MR 0086910
2. Wynn, Peter (1956). «On a procrustean technique for the numerical transformation of slowly convergent sequences and series». Mathematical Proceedings of the Cambridge Philosophical Society. 52: 663–671. MR 0081979. doi:10.1017/S030500410003173X
3. Wynn, Peter (1956). «On a device for computing the em(Sn) transformation». Mathematical Tables and Aids of Computation. 10: 91–96. JSTOR 2002183. MR 0084056
4. Wynn, P. (1956). «On a cubically convergent process for determining the zeros of certain functions». Mathematical Tables and Aids of Computation. 10: 97–100. MR 0081547
5. Wynn, P. (1956). «Central difference and other forms of the Euler transformation». Quart. J. Mech. Appl. Math. 9 (2): 249–256. MR 0080782. doi:10.1093/qjmam/9.2.249
6. Wynn, Peter (1959). «On the propagation of error in certain non-linear algorithms». Numerische Mathematik. 1 (1): 142–149. MR 0107988. doi:10.1007/BF01386380
7. Wynn, Peter (1959). «A sufficient condition for the instability of the q-d algorithm». Numerische Mathematik. 1 (1): 203–207. MR 109426. doi:10.1007/BF01386385
8. Wynn, P. (1959). «Converging factors for continued fractions». Numerische Mathematik. 1: 272–320. MR 00116158. doi:10.1007/BF01386385
9. Wynn, Peter (1960). «Über einen Interpolations-algorithmus und gewisse andere Formeln, die in der Theorie der Interpolation durch rationale Funktionen bestehen». Numerische Mathematik. 2: 151–182. MR 0128597. doi:10.1007/BF01386220
10. Wynn, Peter (1960). «On the rational approximation of functions which are formally defined by a power series expansion». Mathematical Tables and Aids of Computation. 14 (70): 147–186. JSTOR 2003209. MR 0116457
11. Wynn, Peter (1960). «Confluent forms of certain non-linear algorithms». Arch. Math. 11: 233–236. MR 0128068. doi:10.1007/BF01236936
12. Wynn, Peter (1960). «A note on a confluent form of the ε-algorithm». Archiv der Mathematik. 11 (1): 237. MR 0128069. doi:10.1007/BF01236937
13. Wynn, Peter (1961). «On the tabulation of indefinite integrals». BIT. Nordisk Tidskift for information-behandling. 1: 286–290. doi:10.1007/BF01933245
14. Wynn, Peter (1961). «L'ε-algorithmo e la tavola di Padé». Rend. di Mat. Roma. 20: 403. MR 0158206
15. Wynn, Peter (1961). «The epsilon algorithm and operational formulas of numerical analysis». Mathematics of Computation. 15 (74): 151–158. JSTOR 2004221. MR 0158513
16. Wynn, Peter (1961). «On repeated application of the epsilon algorithm». Chiffres. 4: 19–22. MR 0149145
17. Wynn, Peter (1961). «The numerical transformation of slowly convergent series by methods of comparison». Chiffres. 4: 177–210. MR 0162350
18. Wynn, Peter (1961). «A sufficient condition for the instability of the ε-algorithm». Nieuw Arch. Wiskunde. 9 (3): 117–119. MR 0139252
19. Wynn, Peter (1962). «A note on a method of Bradshaw for transforming slowly convergent series and continued fractions». American Mathematical Monthly. 69 (9): 883–889. JSTOR 2311237. MR 0146559
20. Wynn, Peter (1962). «Upon a second confluent form the ε-algorithm». Proceedings of the Glasgow Mathematical Association. 5: 160–165. MR 0139253. doi:10.1017/S2040618500034535
21. Wynn, Peter (1962). «Acceleration techniques for iterated vector and matrix problems». Mathematics of Computation. 16 (79): 301–322. JSTOR 2004051. MR 0145647
22. Wynn, Peter (1962). «A comparison technique for the numerical transformation of slowly convergent series based on the use of rational functions». Numerische Mathematik. 4 (1): 8–14. MR 0136500. doi:10.1007/BF01386291
23. Wynn, Peter (1962). «Note on the solution of a certain boundary-value problem». BIT. 2 (1): 61–64. MR 0155445. doi:10.1007/BF02024783
24. Wynn, Peter (1962). «An arsenal of ALGOL procedures for complex arithmetic». BIT. 2 (4): 232–255. MR 0166945. doi:10.1007/BF01940171
25. Wynn, Peter (1962). «The numerical transformation of slowly convergent series by methods of comparison. II». Chiffres. 5: 65–88. MR 0149146
26. Wynn, Peter (1963). «Singular rules for certain non-linear algorithms» (PDF). BIT. 3 (3): 175–195. doi:10.1007/BF01939985
27. Wynn, Peter (1963). «Note on a converging factor for a certain continued fraction». Numerische Mathematik. 5 (1): 332–352. doi:10.1007/BF01385901
28. Wynn, Peter (1963). «Continued fractions whose coefficients obey a non-commutative law of multiplication». Archive for rational mechanics and analysis. 12 (1): 273–312. doi:10.1007/BF00281229
29. Wynn, Peter (1964). «Partial differential equations associated with certain non-linear algorithms». Zeitschrift für Angewandte Mathematik und Physik. 15 (3): 273–289. doi:10.1007/BF01607018
30. Wynn, Peter (1964). «General purpose vector-algorithm algol procedures». Numerische Mathematik. 6 (1): 22–36. doi:10.1007/BF01386050
31. Wynn, Peter (1964). «On some recent developments in the theory and application of continued fractions». J. SIAM: Series B, Numerical Analysis. 1: 177–197. JSTOR 2949774
32. Wynn, Peter (1965). «A note on programming repeated application of the epsilon-algorithm». Chiffres. 8: 23–62. MR 0181081
33. Wynn, Peter (1966). «Upon systems of recursions which obtain among the quotients of the Padé table». Numerische Mathematik. 8 (3): 264–269. doi:10.1007/BF02162562
34. Wynn, Peter (1966). «On the convergence and stability of the epsilon algorithm». SIAM Journal on Numerical Analysis. 3 (1): 91–122. doi:10.1137/0703007
35. Wynn, Peter (1966). «On the computation of certain functions of large argument and parameter». BIT. 6 (3): 228–259. doi:10.1007/BF01934356
36. Wynn, Peter (1967). «A general system of orthogonal polynomials». The Quarterly Journal of Mathematics. 18 (1): 81–96. doi:10.1093/qmath/18.1.81
37. Wynn, Peter (1968). «Upon the Padé table derived from a Stieltjes series». SIAM Journal on Numerical Analysis. 5 (4): 805–834. JSTOR 2949427. doi:10.1137/0705060
38. Wynn, Peter (1968). «Vector continued fractions». Linear Algebra and its Applications. 1 (3): 357–395. doi:10.1016/0024-3795(68)90015-3
39. Wynn, Peter (1969). «Zur Theorie der mit gewissen speziellen Funktionen verknüpften Padéschen Tafeln». Mathematische Zeitschrift. 109 (1): 66–77. doi:10.1007/BF01135574
40. Wynn, Peter (1971). «A note on the generalised Euler transformation». The Computer Journal. 14 (4): 437–441. doi:10.1093/comjnl/14.4.437
41. Wynn, Peter (1971). «A transformation of series». Calcolo. 8 (3): 255–272. doi:10.1007/BF02575517
42. Wynn, Peter (1971). «Difference-differential recursions for Padé quotients». Proc. Lond. Math. Soc. s3-23 (2): 283–300. doi:10.1112/plms/s3-23.2.283
43. Wynn, Peter (1972). «Convergence acceleration by a method of intercalation». Computing. 9 (4): 267–273. doi:10.1007/BF02241602
44. Wynn, Peter (1972). «Invariants associated with the epsilon algorithm and its first confluent form». Rendiconti del Circolo Matematico di Palermo. 21 (1–2): 31–41. doi:10.1007/BF02844229
45. Wynn, Peter (1973). «Upon some continuous prediction algorithms. II». Calcolo. 9 (4): 235–278. doi:10.1007/BF02575582
46. Wynn, Peter (1974). «Some recent developments in the theories of continued fractions and the Padé table». Rocky Mountain Journal of Mathematics. 4 (2): 297–324. doi:10.1216/RMJ-1974-4-2-297
47. Wynn, Peter (1976). «The algebra of certain formal power series». Rivista di Matematica della Università di Parma. 2 (4): 155–176. MR 0447220
48. Wynn, Peter (1976). «A convergence theory of some methods of integration». J. Reine Angew. Mathem. 285: 181–108. MR 0415119. doi:10.1515/crll.1976.285.181
49. Wynn, Peter (1977). «The calculus of finite differences over certain systems of numbers». Calcolo. 14 (4): 303–341. MR 0503568. doi:10.1007/BF02575990
50. Wynn, Peter (1981). «The convergence of approximating fractions». Bol. Soc. Mat. Mexicana. 26 (2): 57–71. MR 0742016
51. Wynn, Peter (1981). «The work of E. B. Christoffel on the theory of continued fractions». In:  Butzer, P. L.; Fehér, F. E. B. Christoffel: The Influence of His Work on Mathematics and the Physical Sciences. [S.l.]: Birkhäuser Verlag. ISBN 3-7643-1162-2. MR 0661065

MathSciNet entries